# Список олімпійців Сумщини
У Списку олімпійців Сумщини подано інформацію про спортсменів, які народилися, жили або тренувались у Сумській області й вибороли медалі або брали участь в Олімпійських іграх.

## Олімпійці Сумщини
34 спортсмени з Сумщини 58 разів взяли участь у 17 Олімпіадах (у тому числі в 12 — літніх). 14 із них вибороли 22 медалі (12 — золотих, 5 — срібних та 6 бронзових). Більшість (17) — це медалі на Літніх Олімпійських іграх. Найуспішнішим став 1968 рік — 5 медалей (3.1.1.)
Рекордсменом став Голубничий Володимир Степанович. Він брав участь у п'яти Олімпіадах, на чотирьох із них виборов медалі. У тому числі дві золоті.
Перший, хто взяв участь і виборов медалі став легкоатлет Куц Володимир Петрович. Він завоював дві золоті медалі в уже далекому 1956 році.
Наймолодший учасник — велогонщик Кириченко Олександр Олександрович, який у віці 20 років 11 місяців виграв золоту медаль в Літніх Олімпійських іграх 1988 року. У віці 21,5 роки виступали біатлоністка Яковлєва Оксана Миколаївна (в 2002 році) та легкоатлет Бутрим Віталій Миколайович (у 2012 році).
Найстаршим призером став легкоатлет Івченко Євген Михайлович. Він у віці 42 роки 1 місяць виграв бронзову медаль на Літніх Олімпійських іграх 1980 року. У віці 40 років також брав участь в Олімпіаді 1976 року Голубничий Володимир Степанович.
Відтоді представники Сумщини не виступали на Олімпіадах лише в 1984, 1992, 2004 та 2008 роках.
На Зимових Олімпіадах почали виступати в 1994 році, а виборювати медалі з 1998 року. Найбільше медалей (2 золоті та 1 бронзова) було завойовано в 2014 році. З 12 спортсменів, що виступали на зимових олімпіадах, чемпіонами або призерами стали лише 4 біатлоністи.
На XXXI Олімпійських Іграх 2016 року, що проходили в Ріо-де-Жанейро, у складі української національної збірної виступали троє спортсменів Сумщини. Це вихованці спеціалізованої дитячо-юнацької спортивної школи олімпійського резерву Володимира Голубничого з легкої атлетики: Віталій Бутрим (біг на 400 метрів), Інна Кашина (спортивна ходьба на 20 км) та Оксана Шкурат (біг на 100 м із бар'єрами). Також брали участь уродженці та вихованці Сумщини — Ірина Новожилова та Ганна Плотіцина.

## Літні Олімпійські ігри

### Дворазові чемпіони
| № | Фото | Ім'я                            | Роки життя                                                                      | Амплуа                          | Нагороди |
| - | ---- | ------------------------------- | ------------------------------------------------------------------------------- | ------------------------------- | --- |
| 1 |      | Голубничий Володимир Степанович | 2 червня 1936, Суми                                                             | спортивна ходьба                | Літні Олімпійські ігри 1960 року Літні Олімпійські ігри 1968 року Літні Олімпійські ігри 1972 року Літні Олімпійські ігри 1964 року. Учасник Літніх Олімпійських ігор 1976 року. |
| 2 |      | Куц Володимир Петрович          | 7 лютого 1927, Олексине, Тростянецький район (Сумська область) — 16 серпня 1975 | легка атлетика — стаєр          | Літні Олімпійські ігри 1956 року у бігу на 5 та 10 км |
| 3 |      | Жаботинський Леонід Іванович    | 28 січня 1938, Краснопілля — 14 січня 2016                                      | важка атлетика                  | Літні Олімпійські ігри 1964 року Літні Олімпійські ігри 1968 року |
| 4 |      | Шапаренко Олександр Максимович  | 16 лютого 1946, Степанівка                                                      | веслування на байдарках і каное | Літні Олімпійські ігри 1968 року Літні Олімпійські ігри 1972 року Літні Олімпійські ігри 1968 року                                                                               |

### Чемпіони
| № | Фото | Ім'я                              | Роки життя                 | Амплуа                       | Нагороди                          |
| - | ---- | --------------------------------- | -------------------------- | ---------------------------- | --------------------------------- |
| 1 |      | Маміашвілі Михайло Геразійович    | 21 листопада 1963, Конотоп | борець греко-римського стилю | Літні Олімпійські ігри 1988 року. |
| 2 |      | Кириченко Олександр Олександрович | 13 серпня 1967, Суми       | велогонщик                   | Літні Олімпійські ігри 1988 року. |

### Призери
| № | Фото | Ім'я                            | Роки життя                                                        | Амплуа                               | Нагороди                                                                                      |
| - | ---- | ------------------------------- | ----------------------------------------------------------------- | ------------------------------------ | --------------------------------------------------------------------------------------------- |
| 1 |      | Феденко Олександр Олександрович | 20 грудня 1970, Суми                                              | велоспорт                            | Літні Олімпійські ігри 2000 року. Учасник Літніх Олімпійських ігор 1996 року в Атланті (США). |
| 2 |      | Сорокалєт Олександр Дмитрович   | 27 березня 1959, Шостка                                           | волейбол                             | Літні Олімпійські ігри 1988 року.                                                             |
| 3 |      | Смага Микола Якович             | 22 серпня 1938, Боброве (Лебединський район) — 28 березня 1981    | спортивна ходьба на дистанції 20 км. | Літні Олімпійські ігри 1968 року.                                                             |
| 4 |      | Івченко Євген Михайлович        | 26 червня 1938, Іскрисківщина, Білопільський район — 2 липня 1999 | легкоатлет                           | Літні Олімпійські ігри 1980 року.                                                             |

### Учасники Олімпіад
| № | Фото | Ім'я                               | Роки життя                                     | Амплуа                                   | Участь                                                         |
| - | ---- | ---------------------------------- | ---------------------------------------------- | ---------------------------------------- | -------------------------------------------------------------- |
| 1 |      | Шелест Олексій Петрович            |                                                |                                          | Літні Олімпійські ігри 2008 року.                              |
| 2 |      | Бурмістрова Катерина Володимирівна | 20 листопада 1979, Суми                        | вільна боротьба                          | Літні Олімпійські ігри 2012 року.                              |
| 3 |      | Бутрим Віталій Миколайович         | 10 січня 1991, с. Боромля, Тростянецький район | легка атлетика — біг на 400 м.           | Літні Олімпійські ігри 2012 та Літні Олімпійські ігри 2016 рр. |
| 4 |      | Кащеєва Вікторія Валеріївна        | 7 травня 1989                                  | легка атлетика                           | Літні Олімпійські ігри 2012                                    |
| 5 |      | Кашина Інна Олександрівна          | 27 вересня 1991, Суми                          | легка атлетика, спортивна ходьба         | Літні Олімпійські ігри 2016                                    |
| 6 |      | Шкурат Оксана Юріївна              | 30 липня 1993, Суми                            | легка атлетика, біг із бар'єрами         | Літні Олімпійські ігри 2016                                    |
| 7 |      | Погорілко Олександр Сергійович     | 16 квітня 2000, Короп Чернігівської області    | легка атлетика, біг на короткі дистанції | Літні Олімпійські ігри 2020.                                   |
| 8 |      | Мусієнко Ігор Володимирович        | 22 серпня 1993                                 | легка атлетика, штовхання ядра           | Літні Олімпійські ігри 2020                                    |
| 9 |      | Гунбін Олексій Ігорович            | 8 листопада 1992, Суми                         | стрільба з лука                          | Літні Олімпійські ігри 2020                                    |

## Зимові Олімпійські ігри

### Чемпіони
| № | Фото | Ім'я                              | Роки життя                     | Амплуа  | Нагороди |
| - | ---- | --------------------------------- | ------------------------------ | ------- | --- |
| 1 |      | Семеренко Віта Олександрівна      | 18 січня 1986, смт Краснопілля | біатлон | (естафета) Зимові Олімпійські ігри 2014 року, (спринт) Зимові Олімпійські ігри 2014 року в Сочі. Учасниця Зимових Олімпійських ігор 2010 та Зимових Олімпійських ігор 2018 років. |
| 2 |      | Семеренко Валентина Олександрівна | 18 січня 1986, смт Краснопілля | біатлон | (естафета) Зимові Олімпійські ігри 2014 року в Сочі. Учасниця Зимових Олімпійських ігор 2006, 2010 та 2018 років.                                                                 |

### Призери
| № | Фото | Ім'я                              | Роки життя      | Амплуа  | Нагороди                           |
| - | ---- | --------------------------------- | --------------- | ------- | ---------------------------------- |
| 1 |      | Петрова Олена Юріївна             | 24 вересня 1972 | біатлон | Зимові Олімпійські ігри 1998 року. |
| 2 |      | Вайгіна-Єфремова Лілія Миколаївна | 15 квітня 1977  | біатлон | Зимові Олімпійські ігри 2006 року  |

### Учасники Олімпіад
| №  | Фото | Ім'я                             | Роки життя                                           | Амплуа         | Участь                                                                                                   |
| -- | ---- | -------------------------------- | ---------------------------------------------------- | -------------- | --- |
| 1  |      | Зубрилова Олена Миколаївна       | 25 лютого 1973, Шостка                               | біатлон        | Зимові Олімпійські ігри 1998 року, Зимові Олімпійські ігри 2002 року, Зимові Олімпійські ігри 2006 року. |
| 2  |      | Лисенко Руслан Юрійович          | 18 травня 1976, Великі Будки, Недригайлівський район | біатлон        | Зимові Олімпійські ігри 1998 року, Зимові Олімпійські ігри 2002 року, Зимові Олімпійські ігри 2006 року. |
| 3  |      | Біланенко Олександр Вікторович   | 8 січня 1978, Суми                                   | біатлон        | Зимові Олімпійські ігри 2002 року, Зимові Олімпійські ігри 2006 року, Зимові Олімпійські ігри 2010 року. |
| 4  |      | Могиленко Віталій Вікторович     | 5 липня 1965, Суми                                   | біатлон        | Зимові Олімпійські ігри 1994 року.                                                                       |
| 5  |      | Ушкаленко Олександр Анатолійович | 2 серпня 1964, Угроїди, Краснопільський район        | лижні перегони | Зимові Олімпійські ігри 1998 року.                                                                       |
| 6  |      | Дериземля Андрій Васильович      | 18 серпня 1977, Миколаївка (Білопільський район)     | біатлон        | Зимові Олімпійські ігри 2002 року.                                                                       |
| 7  |      | Яковлєва Оксана Миколаївна       | 6 жовтня 1980                                        | біатлон        | Зимові Олімпійські ігри 2002 року.                                                                       |
| 8  |      | Антипенко Тетяна Миколаївна      | 24 вересня 1981, Угроїди (Краснопільського району)   | лижні перегони | Зимові Олімпійські ігри 2006, 2010, 2014 та 2018 років.                                                  |
| 9  |      | Седнєв Сергій Анатолійович       | 19 грудня 1983, Глухів                               | біатлон        | Зимові Олімпійські ігри 2010 року.                                                                       |
| 10 |      | Красовський Олексій Русланович   | 30 березня 1994, Шостка                              | лижні гонки    | Зимові Олімпійські ігри 2014 року та Зимові Олімпійські ігри 2018 року.                                  |
| 11 |      | Анцибор Марина Миколаївна        | 10 жовтня 1987, Конотоп                              | Лижні перегони | Зимові Олімпійські ігри 2018 року.                                                                       |
| 12 |      | Орлик Андрій В'ячеславович       | 6 березня 1998, Шостка                               | лижні гонки    | Зимові Олімпійські ігри 2018 року.                                                                       |